# Ilha Dassen
A ilha Dassen é uma ilha desabitada da África do Sul localizada no Oceano Atlântico. Situa-se a cerca de 10 km a oeste de Yzerfontein e a 55 km ao norte da Cidade do Cabo. Esta ilha plana e de baixa altitude tem aproximadamente 3,1 km de comprimento na direção noroeste-sudeste e 1 km de largura, com uma área de 2,73 km². Ela é uma reserva natural oficialmente proclamada.
Em holandês, "das" (plural "dassen") significa texugo (Meles meles). Já em holandês/africâner, "dassie" refere-se ao damão-do-cabo, e a ilha recebeu esse nome devido às colônias de Procavia capensis encontradas pelos descobridores. Chamada de ilha Branca pelos primeiros navegadores portugueses, foi renomeada como Elizabeth Eiland por Joris van Spielbergen em 1601. A forma Dasseneiland (em holandês/africâner) é a preferida para fins oficiais. Ocasionalmente, também foi chamada de Ilha dos Pinguins.
A ilha tem como base geológica um granito turmalinífero de grão fino, com algumas zonas de granito biotítico. As rochas intrusivas (do final do Pré-Cambriano) são parcialmente cobertas por areia. Ao longo de grande parte da costa, grandes rochas arredondadas emergem da areia, alcançando alturas ligeiramente acima da marca da maré alta. Embora se formem poças temporárias durante a estação chuvosa (inverno) no interior, em geral, há pouca água doce disponível na ilha.
Exceto em seu lado leste, a ilha Dassen é cercada por recifes. Muitos navios naufragaram nessas águas.

## Colônia de pinguins-africanos
Caminhos rochosos na ilha foram desgastados por gerações de pinguins que desembarcam para descansar e nidificar. A ilha abriga uma colônia reprodutora de pinguim-africano, que está em declínio. Na década de 1950, abrigava dezenas de milhares desses animais. Em 1975, a população estimada era de 60.000 aves. No ano 2000, a estimativa caiu para 56.000.
A população foi gravemente afetada pela exploração comercial de seus ovos, pela coleta de guano (necessário para os pinguins escavarem seus ninhos) e pela sobrepesca de espécies de presas (como a sardinha). A ilha Dassen também está situada em uma importante rota de navegação, e em 1975 cerca de 650 petroleiros passavam por ali mensalmente. A poluição por óleo, resultante de despejos de porão e de derramamentos ocasionais (como o do derramamento de óleo do MV Treasure), também impactou a população.

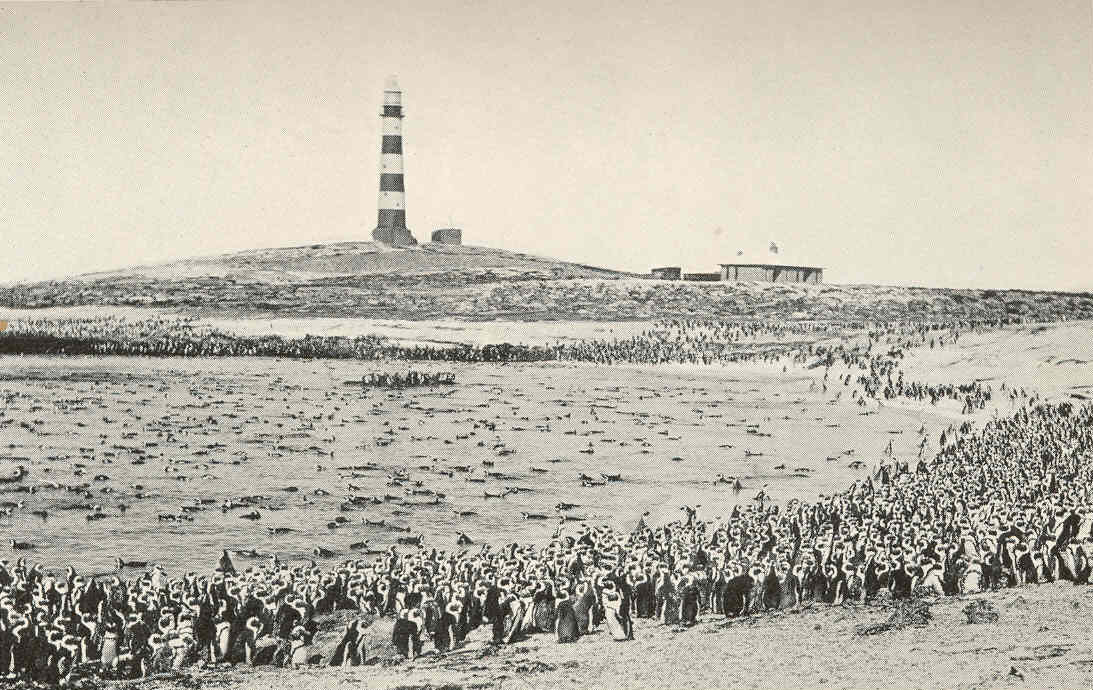
Pinguim-africano (Spheniscus demersus)
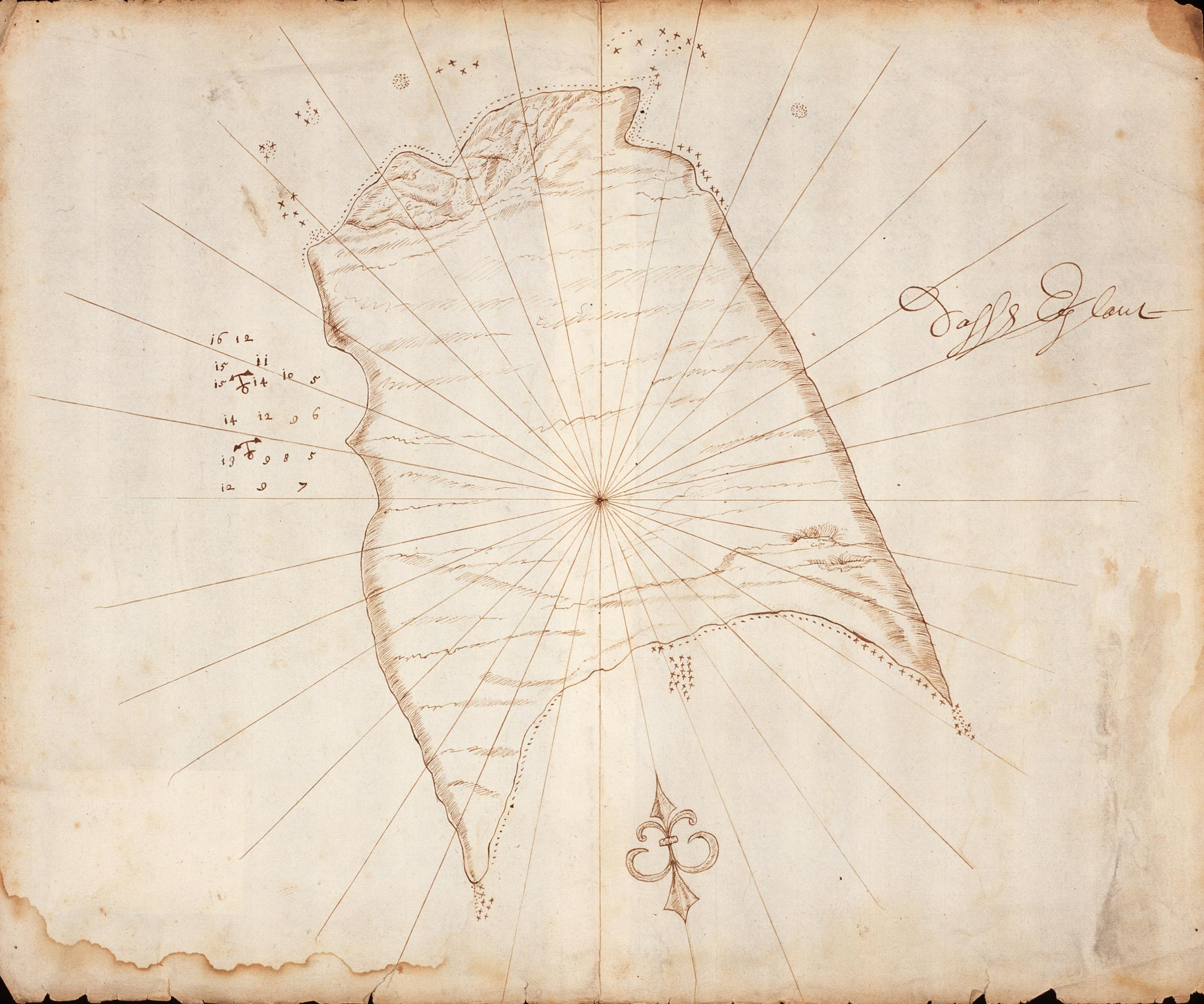
Carta náutica s. XVII